# Super Bowl XLIV
Il Super Bowl XLIV è stata la 44ª edizione annuale del Super Bowl nel football americano.
Si è disputato il 7 febbraio 2010 fra Indianapolis Colts squadra campione dell'AFC e New Orleans Saints, campioni della NFC e alla loro prima presenza al Superbowl. 
Proprio alla sua prima apparizione, la squadra della Louisiana ha portato a casa la vittoria per 31 a 17, con ben 15 punti conquistati nell'ultimo quarto.
La partita si chiuse praticamente a 3:24 dal termine, quando il cornerback dei Saints Tracy Porter compì un intercetto su un passaggio del quarterback dei Colts Peyton Manning, percorrendo poi 74 yard fino al touchdown.

## Statistiche
Drew Brees fu nominato Super Bowl MVP dopo aver pareggiato il record del Super Bowl completando 32 passaggi su 39, con 288 yard passate e 2 touchdown. Dopo la partita, Brees affermò: "Quattro anni fa, chi avrebbe pensato che questo sarebbe accaduto con l'85% della città ricoperta all'acqua? Molta gente partì senza sapere se New Orleans si sarebbe mai ripresa o se la squadra sarebbe mai tornata. Ci siamo tutti guardati in faccia e ci siamo detti: 'Ricostruiremo insieme. Ci appoggeremo l'un l'altro.' Questo è il culmine di tutto quel percorso."

### Statistiche a confronto
| Fonte: NFL.com             | New Orleans Saints | Indianapolis Colts |
| -------------------------- | ------------------ | ------------------ |
| Primi down                 | 20                 | 23                 |
| Efficienza sui terzi down  | 3/9                | 6/13               |
| Efficienza sui quarti down | 0/1                | 1/2                |
| Yard totali                | 332                | 432                |
| Yard passate               | 281                | 333                |
| Passaggi tent.-compl.      | 32/39              | 31/45              |
| Yard corse                 | 51                 | 99                 |
| Corse tentate              | 18                 | 19                 |
| Yard per corsa             | 2.8                | 5.2                |
| Penalità-yard              | 3–19               | 5–45               |
| Sack subiti–yard           | 1–7                | 0–0                |
| Fumble–persi               | 0–0                | 0–0                |
| Intercetti subiti          | 0                  | 1                  |
| Tempo di possesso          | 30:11              | 29:49              |

### Leader individuali
| Saints: passaggi  | Saints: passaggi | Saints: passaggi | Saints: passaggi | Saints: passaggi |
|                   | C/ATT*           | Yds              | TD               | INT              |
| ----------------- | ---------------- | ---------------- | ---------------- | ---------------- |
| Drew Brees        | 32/39            | 288              | 2                | 0                |
| Saints: corse     |                  |                  |                  |                  |
|                   | Cara             | Yds              | TD               | LGb              |
| Pierre Thomas     | 9                | 30               | 0                | 7                |
| Reggie Bush       | 5                | 25               | 0                | 12               |
| Mike Bell         | 2                | 4                | 0                | 4                |
| Drew Brees        | 1                | −1               | 0                | −1               |
| Devery Henderson  | 1                | −7               | 0                | −7               |
| Saints: ricezioni |                  |                  |                  |                  |
|                   | Recc             | Yds              | TD               | LGb              |
| Marques Colston   | 7                | 83               | 0                | 27               |
| Devery Henderson  | 7                | 63               | 0                | 19               |
| Pierre Thomas     | 6                | 55               | 1                | 16               |
| Reggie Bush       | 4                | 38               | 0                | 16               |
| Lance Moore       | 2                | 21               | 0                | 21               |
| Jeremy Shockey    | 3                | 13               | 1                | 7                |
| David Thomas      | 1                | 9                | 0                | 9                |
| Robert Meachem    | 2                | 6                | 0                | 6                |
| Saints: difesa    |                  |                  |                  |                  |
|                   | Tak/Ast/Tott     | Int              | Ffg              | Sck              |
| Jonathan Vilma    | 7/0/7            | 0                | 0                | 0.0              |
| Roman Harper      | 6/1/7            | 0                | 0                | 0.0              |
| Scott Shanle      | 5/1/6            | 0                | 0                | 0.0              |
| Malcolm Jenkins   | 4/0/4            | 0                | 0                | 0.0              |
| Tracy Porter      | 4/0/4            | 1                | 0                | 0.0              |
| Sedrick Ellis     | 3/0/3            | 0                | 0                | 0.0              |
| Scott Fujita      | 3/1/4            | 0                | 0                | 0.0              |
| Jabari Greer      | 3/1/4            | 0                | 0                | 0.0              |
| Randall Gay       | 2/0/2            | 0                | 0                | 0.0              |
| Anthony Hargrove  | 2/1/3            | 0                | 0                | 0.0              |
| Bobby McCray      | 2/0/2            | 0                | 0                | 0.0              |
| Darren Sharper    | 2/1/1            | 0                | 0                | 0.0              |
| Jeff Charleston   | 1/0/1            | 0                | 0                | 0.0              |
| Will Smith        | 1/0/1            | 0                | 0                | 0.0              |

| Colts: passaggi  | Colts: passaggi | Colts: passaggi | Colts: passaggi | Colts: passaggi |
|                  | C/ATT*          | Yds             | TD              | INT             |
| ---------------- | --------------- | --------------- | --------------- | --------------- |
| Peyton Manning   | 31/45           | 333             | 1               | 1               |
| Colts: corse     |                 |                 |                 |                 |
|                  | Cara            | Yds             | TD              | LGb             |
| Joseph Addai     | 13              | 77              | 1               | 26              |
| Donald Brown     | 4               | 18              | 0               | 5               |
| Mike Hart        | 2               | 4               | 0               | 4               |
| Colts: ricezioni |                 |                 |                 |                 |
|                  | Recc            | Yds             | TD              | LGb             |
| Dallas Clark     | 7               | 86              | 0               | 27              |
| Austin Collie    | 6               | 66              | 0               | 40              |
| Pierre Garçon    | 5               | 66              | 1               | 19              |
| Joseph Addai     | 7               | 58              | 0               | 17              |
| Reggie Wayne     | 5               | 46              | 0               | 14              |
| Donald Brown     | 1               | 11              | 0               | 11              |
| Colts: difesa    |                 |                 |                 |                 |
|                  | Tak/Ast/Tott    | Int             | Ffg             | Sck             |
| Gary Brackett    | 12/1/13         | 0               | 0               | 0.0             |
| Jacob Lacey      | 6/0/6           | 0               | 0               | 0.0             |
| Melvin Bullitt   | 5/0/5           | 0               | 0               | 0.0             |
| Kelvin Hayden    | 5/1/6           | 0               | 0               | 0.0             |
| Antoine Bethea   | 4/0/4           | 0               | 0               | 0.0             |
| Tim Jennings     | 3/0/3           | 0               | 0               | 0.0             |
| Clint Session    | 3/2/5           | 0               | 0               | 0.0             |
| Eric Foster      | 2/0/2           | 0               | 0               | 0.0             |
| Raheem Brock     | 1/0/1           | 0               | 0               | 0.0             |
| Dwight Freeney   | 1/0/1           | 0               | 0               | 1.0             |
| Antonio Johnson  | 1/1/2           | 0               | 0               | 0.0             |
| Daniel Muir      | 1/0/1           | 0               | 0               | 0.0             |
| Jerraud Powers   | 1/1/2           | 0               | 0               | 0.0             |
| Keyunta Dawson   | 0/1/1           | 0               | 0               | 0.0             |

*Passaggi completati/tentati
aPortate
bGiocata più lunga
cRicezioni
tTackle
gFumble forzati

## Formazioni titolari
| New Orleans Saints | Ruolo | Ruolo | Indianapolis Colts |
| ------------------ | ----- | ----- | ------------------ |
| ATTACCO            |       |       |                    |
| Marques Colston    | WR    | WR    | Reggie Wayne       |
| Jermon Bushrod     | LT    | LT    | Charlie Johnson    |
| Carl Nicks         | LG    | LG    | Ryan Lilja         |
| Jonathan Goodwin   | C     | C     | Jeff Saturday      |
| Jahri Evans        | RG    | RG    | Kyle DeVan         |
| Jon Stinchcomb     | RT    | RT    | Ryan Diem          |
| Jeremy Shockey     | TE    | TE    | Dallas Clark       |
| Devery Henderson   | WR    | WR    | Pierre Garçon      |
| Drew Brees         | QB    | QB    | Peyton Manning     |
| Pierre Thomas      | RB    | RB    | Joseph Addai       |
| Reggie Bush        | RB    | FB    | Gijon Robinson     |
| DIFESA             |       |       |                    |
| Bobby McCray       | LE    | LE    | Robert Mathis      |
| Sedrick Ellis      | DT    | LDT   | Daniel Muir        |
| Will Smith         | RE    | RDT   | Antonio Johnson    |
| Marvin Mitchell    | ILB   | RE    | Dwight Freeney     |
| Scott Fujita       | LOLB  | LOLB  | Philip Wheeler     |
| Jonathan Vilma     | ILB   | ILB   | Gary Brackett      |
| Scott Shanle       | ROLB  | ROLB  | Clint Session      |
| Jabari Greer       | LCB   | LCB   | Kelvin Hayden      |
| Tracy Porter       | RCB   | RCB   | Jacob Lacey        |
| Roman Harper       | SS    | SS    | Melvin Bullitt     |
| Darren Sharper     | FS    | FS    | Antoine Bethea     |

## Marcatori
| | New Orleans Saints | 31 – 17 (0-10 6-0 10-7 15-0) | Indianapolis Colts |  |
| \| \| \| \| \| Hartley 5':26" Q2 (FG) di 46 iarde Hartley 15':00" Q2 (FG) di 44 iarde Thomas 3':19" Q3 (TD) ricezione di 16 iarde Hartley 3':19" Q3 (pat) Hartley 12':59" Q3 (FG) di 47 iarde Shockey 9':18" Q4 (TD) ricezione di 2 iarde Moore 9':18" Q4 (tpc) ricezione di 2 iarde Porter 11':48" Q4 (TD) intercetto di 74 iarde Hartley 11':48" Q4 (pat) \| Marcatori \| Stover 7':31" Q1 (FG) di 38 iarde Garçon 14':24" Q1 (TD) corsa di 17 iarde Stover 14':24" Q1 (pat) Addai 8':55" Q3 (TD) corsa di 4 iarde Stover 8':55" Q3 (pat) \| |                    | |                    |  |
| |                    | |                    |  |
| Hartley 5':26" Q2 (FG) di 46 iarde Hartley 15':00" Q2 (FG) di 44 iarde Thomas 3':19" Q3 (TD) ricezione di 16 iarde Hartley 3':19" Q3 (pat) Hartley 12':59" Q3 (FG) di 47 iarde Shockey 9':18" Q4 (TD) ricezione di 2 iarde Moore 9':18" Q4 (tpc) ricezione di 2 iarde Porter 11':48" Q4 (TD) intercetto di 74 iarde Hartley 11':48" Q4 (pat) | Marcatori          | Stover 7':31" Q1 (FG) di 38 iarde Garçon 14':24" Q1 (TD) corsa di 17 iarde Stover 14':24" Q1 (pat) Addai 8':55" Q3 (TD) corsa di 4 iarde Stover 8':55" Q3 (pat) |                    |  |

## Televisione
È stato il primo Super Bowl a essere trasmesso negli Stati Uniti (dalla rete CBS) solamente in trasmissione digitale: all'epoca è stato l'evento televisivo con il massimo pubblico della storia di tutte le trasmissioni di qualsiasi genere negli Stati Uniti. In Italia è stato trasmesso da Rai 2 e Rai Sport Più (sulla televisione digitale terrestre anche in 16:9 e in alta definizione su Rai Test HD), da ESPN America con telecronaca originale in lingua inglese e da Dahlia Sport in differita.